# Anablepidae
Anablepidae é uma família de peixes actinopterígeos pertencentes à ordem Cyprinodontiformes. Inclui a espécie Anableps anableps, que ocorre na região Norte do Brasil.